# Liste der deutschen Botschafter in Indien
Indien erlangte im Jahr 1947 die Unabhängigkeit vom Vereinigten Königreich. Entsprechend bestand während der Kolonialzeit lediglich eine konsularische Vertretung.
Die Botschafter in Indien waren zeitweise auch für Nepal zuständig. Seit 2020 besteht Nebenakkreditierung in Bhutan.
| Name                                                 | Amtszeit          | Anmerkungen               |
| / Deutsches Reich                                    | / Deutsches Reich | / Deutsches Reich         |
| ---------------------------------------------------- | ----------------- | ------------------------- |
| Hermann Gerlich                                      | 1886–1889         | Generalkonsul in Kalkutta |
| Edmund Friedrich Gustav von Heyking                  | 1889–1893         | Generalkonsul in Kalkutta |
| Günther von Gaertner-Griebenow                       | 1893–1895         | Generalkonsul in Kalkutta |
| Julius von Waldthausen                               | 1895–1900         | Generalkonsul in Kalkutta |
| Hermann Speck von Sternburg                          | 1900–1903         | Generalkonsul in Kalkutta |
| Albert von Quadt zu Wykradt und Isny                 | 1904–1910         | Generalkonsul in Kalkutta |
| Prinz Heinrich XXXI. (später: Prinz von Hohenleuben) | 1910–1912         | Generalkonsul in Kalkutta |
| Karl von Luxburg                                     | 1912–1914         | Generalkonsul in Kalkutta |
| 1914–1922 keine konsularischen Beziehungen           |                   |                           |
| Heinrich Rüdt von Collenberg-Bödigheim               | 1922–1929         | Generalkonsul in Kalkutta |
| Rudolf von Bassewitz                                 | 1929–1932         | Generalkonsul in Kalkutta |
| Wernher von Ow-Wachendorf                            | 1933–1936         | Generalkonsul in Kalkutta |
| Erdmann von Podewils-Dürnitz                         | 1936–1939         | Generalkonsul in Kalkutta |
| 3. September 1939 Abbruch der Beziehungen            |                   |                           |

Sitz der Botschaft ist seit 1952 Neu-Delhi.
| Name                        | Amtszeit                    | Anmerkungen                        |
| BR Deutschland              | BR Deutschland              | BR Deutschland                     |
| --------------------------- | --------------------------- | ---------------------------------- |
| Ernst Meyer                 | 1952–1957                   |                                    |
| Wilhelm Melchers            | 1957–1961                   | seit 1958 auch für Nepal zuständig |
| Georg Ferdinand Duckwitz    | 1961–1965                   | bis 1963 auch für Nepal zuständig  |
| Dietrich von Mirbach        | 1965–1970                   |                                    |
| Günter Diehl                | 1970–1977                   |                                    |
| Dirk Oncken                 | 1977–1979                   |                                    |
| Rolf Ramisch                | 1980–1984                   |                                    |
| Günther Gerlach             | 1984–1985                   |                                    |
| Günther Schödel             | 1984/85–1987                |                                    |
| Konrad Seitz                | 1987–1990                   |                                    |
| Hans-Georg Wieck            | 1990–1993                   |                                    |
| Frank Elbe                  | 1993–1997                   |                                    |
| Heinrich-Dietrich Dieckmann | 1997–2000                   |                                    |
| Heimo Richter               | 2000–2005                   |                                    |
| Bernd Mützelburg            | 2006–2008                   |                                    |
| Thomas Matussek             | 2009–2011                   |                                    |
| Michael Steiner             | Juli 2012 bis 30. Juni 2015 |                                    |
| Martin Ney                  | 2015–2019                   |                                    |
| Walter Johannes Lindner     | 2019–2022                   |                                    |
| Philipp Ackermann           | seit 2022                   |                                    |

## Weblink
- Webseite der Deutschen Botschaft Neu Delhi